# Фридрих Лудвиг фон Рехтерен-Лимпург-Шпекфелд
Фридрих Лудвиг Кристиан фон Рехтерен-Лимпург-Шпекфелд (на немски: Friedrich Ludwig Christian Graf von Rechteren-Limpurg-Speckfeld; * 9 януари 1811 в Маркт Айнерсхайм, Долна Франкония; † 23 април 1909 също там) е граф на Рехтерен-Лимпург-Шпекфелд в Бавария и немски политик.
Той е син на шефа на рода граф Фридрих Райнхард фон Рехтерен-Лимпург-Шпекфелд (1751 – 1842) и втората му съпруга принцеса Августа фон Хоенлое-Кирхберг (1782 – 1847), дъщеря на 2. княз Кристиан Фридрих Карл фон Хоенлое-Кирхберг (1729 – 1819) и графиня Филипина София Ернестина фон Изенбург-Бюдинген (1744 – 1819). Внук е на граф Йохан Еберхард Адолф фон Рехтерен-Лимпург (1714 – 1754) и втората му съпруга графиня София Каролина Флорентина фон Рехтерен-Алмело (1725 – 1805).
Фридрих Лудвиг фон Рехтерен-Лимпург-Шпекфелд учи в гимназията в Ерланген и след това следва право в Ерланген, Хайделберг, Вюрцбург и Мюнхен. Той участва в дуел и е осъден, получава „Consilium abeundi“ във Вюрцбург. След следването си той става собственик на имението Маркт Айнерсхайм и през 1843 г. наследствен имперски граф на Баварската корона. Той е член на „Първата камера на имперските съветници“ на Бавария. През 1840-те години той е генерал-майор и областен командант в Долна Франкония и Ашафенбург.
Фридрих Лудвиг фон Рехтерен-Лимпург-Шпекфелд умира на 98 години на 23 април 1909 г. в Маркт Айнерсхайм.

## Фамилия
Фридрих Лудвиг фон Рехтерен-Лимпург-Шпекфелд се жени на 23 август 1840 г. в Креенберг за графиня Луитгарда Луиза Шарлота София фон Ербах-Фюрстенау (* 13 май 1817, Фюрстенау; † 10 април 1897, Маркт Айнерсхайм), дъщеря на граф Албрехт фон Ербах-Фюрстенау (1787 – 1851) и принцеса Луиза София Емилия фон Хоенлое-Нойенщайн-Ингелфинген (1788 – 1859). Те имат един син и три дъщери.
- Фридрих Райнхард Албрехт Емил Август фон Рехтерен-Лимпург (* 3 юли 1841; † 29 юли 1893), наследствен граф, женен на 22 септември 1874 г. в Илзенбург за графиня Кристина фон Щолберг-Вернигероде (* 13 септември 1853; † 20 март 1933), дъщеря на граф Рудолф фон Щолберг-Вернигероде (1809 – 1867) и графиня Августа фон Щолберг-Вернигероде (1823 – 1864); имат шест деца
- Емилия Августа Аделхайд Фердинанда Емма Луиза фон Рехтерен (* 15 август 1843)
- Аделхайд/Аделаида фон Рехтерен-Лимпург (* 1 февруари 1845, Маркт Айнерсхайм; † 25 юли 1873, Векселбург), омъжена на 10 ноември 1864 г. в Маркт Айнерсхайм за граф Карл Хайнрих Волф Вилхелм Франц фон Шьонбург-Фордерглаухау (* 13 май 1832; † 27 ноември 1898), син на граф Карл Хайнрих Албан фон Шьонбург-Глаухау (1804 – 1864)
- Текла фон Рехтерен (* 8 август 1846)